# Tanaotrichia trilineata
Tanaotrichia trilineata är en fjärilsart som beskrevs av W. Warren 1893. Tanaotrichia trilineata ingår i släktet Tanaotrichia och familjen mätare. Inga underarter finns listade i Catalogue of Life.